# Ron Snell
Ronald Wayne Snell (Regina, 11 agosto 1948) è un ex hockeista su ghiaccio canadese.

## Carriera
Snell giocò a livello giovanile per due stagioni con la maglia dei Regina Pats realizzando 188 punti in 136 apparizioni. Al termine della stagione 1967-1968 fu scelto durante l'NHL Amateur Draft in quattordicesima posizione assoluta dai Pittsburgh Penguins.
Quell'anno debuttò da professionista nell'organizzazione dei Penguins in Central Hockey League con gli Amarillo Wranglers, tuttavia al termine della stagione esordì in National Hockey League disputando quattro incontri e mettendo a segno tre reti nelle prime tre gare giocate. Nelle stagioni successive militò nelle leghe minori nordamericane come la CHL ancora ad Amarillo e in AHL con i Baltimore Clippers e per due anni con gli Hershey Bears.
Nel 1973 tentò l'avventura nella World Hockey Association, lega professionistica rivale della NHL; per una stagione e mezza Snell giocò infatti per i Winnipeg Jets. Concluse la propria carriera agonistica al termine della stagione 1975 dopo essere passato in prestito a formazioni della NAHL e ai Rochester Americans in AHL.